# Vehicle Assembly Building
Vehicle Assembly Building (VAB), är en monteringshall för USA:s raketprogram och finns på John F. Kennedy Space Center i Florida. Byggnaden invigdes 1966.
Under den tid som Apolloprojektet pågick stod VAB inte för Vehicle Assembly Building utan för Vertical Assembly Building. Hela lokalen är byggd för att sätta ihop Saturnusraketerna stående och därför fick den benämningen Vertical. När det senare blev monteringshall för rymdfärjan ändrades namnet till Vehicle Assembly Building.
För att kunna bygga de höga Saturnusraketerna under Apolloprogrammet var man tvungen att bygga en monteringshall. Den är 160 meter hög, 218 meter lång, 158 meter bred och täcker en yta om 3,25 hektar. Ett tag var den världens största byggnad, men de 139 meter höga dörrarna är fortfarande världens största och tar 45 minuter att öppna.
På utsidan finns NASA:s logotyp och USA:s flagga. För att förstå byggnadens storlek är varje stjärna i flaggan (50 stycken) 1,83 meter höga; flaggan är 63,7 meter hög och 33,5 meter bred. Flaggan sattes upp 1976 som en del av USA:s 200-årsfirande. NASA:s logo sattes upp 1998.
Byggnaden är så stor att fuktiga sommardagar kan det bildas regnmoln vid taket inuti byggnaden. Byggnaden har ett fläktsystem för att skingra molnen och undvika regn i byggnaden.

## Galleri

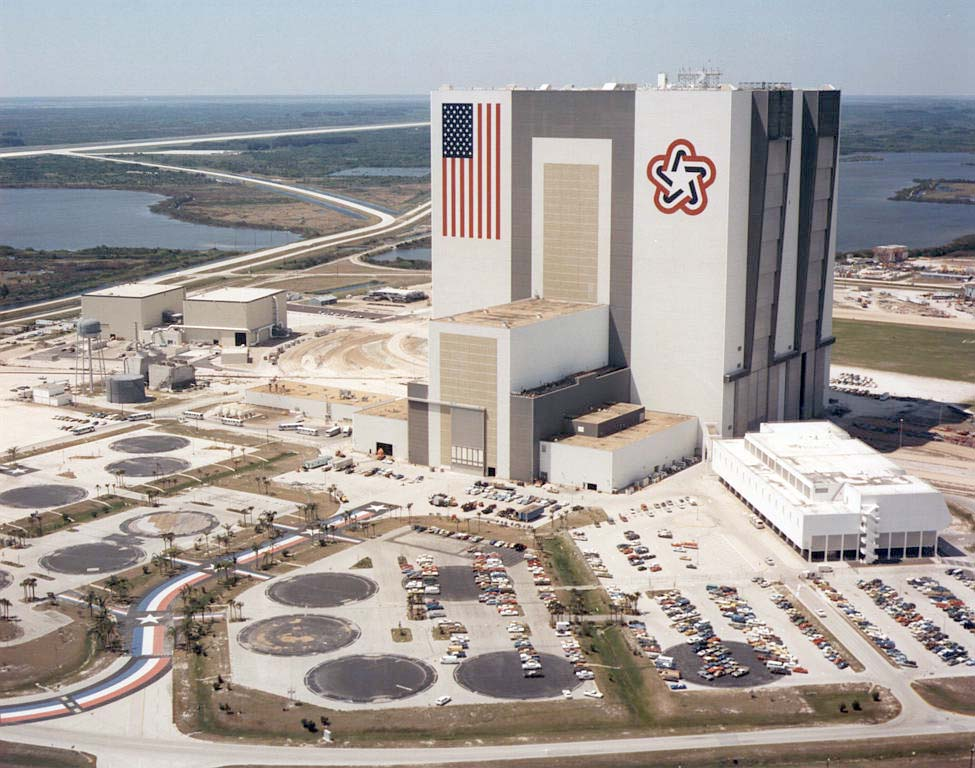
Vehicle Assembly Building
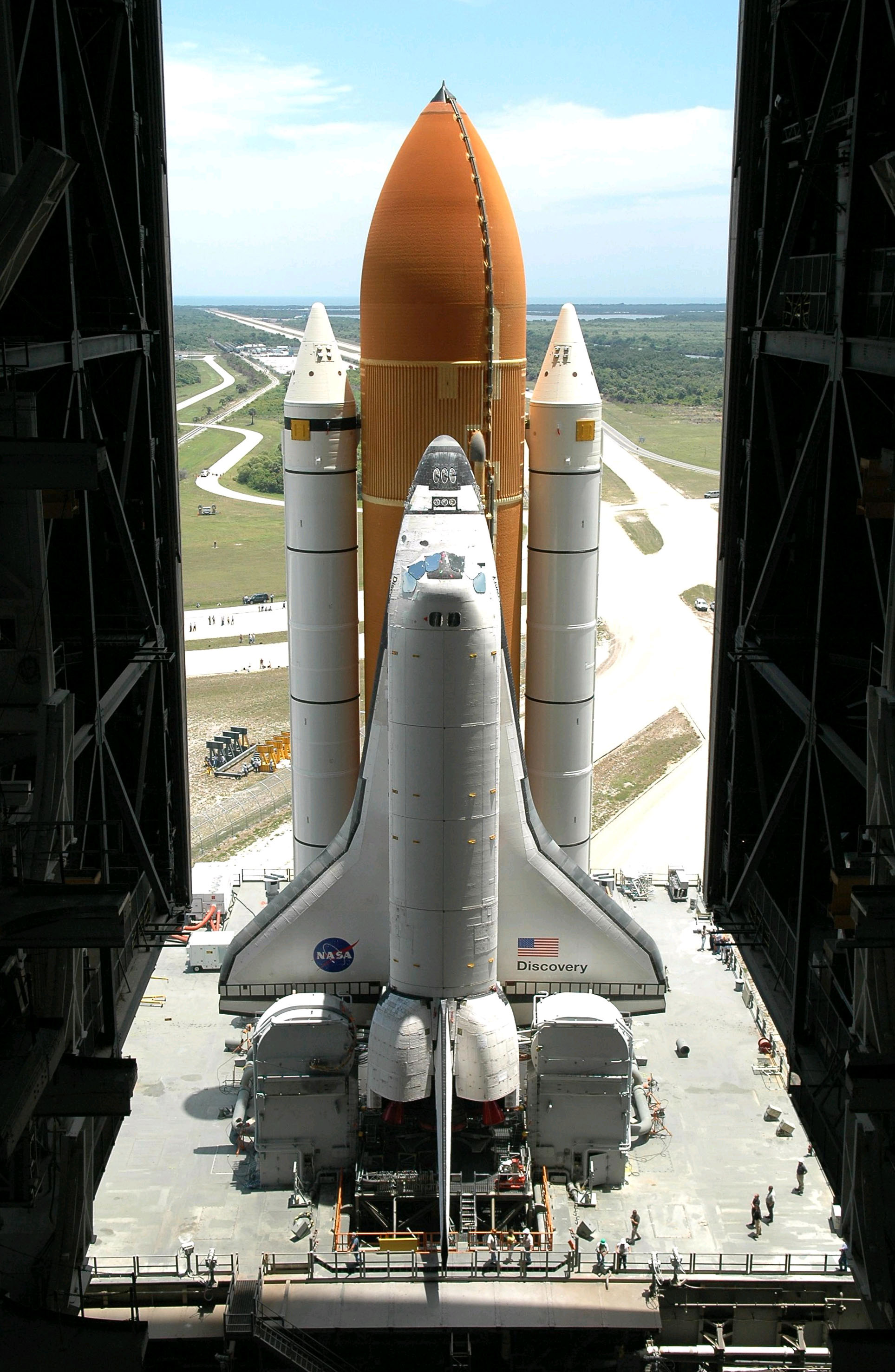
Rymdfärjan Discovery på väg ut genom de gigantiska dörrarna.
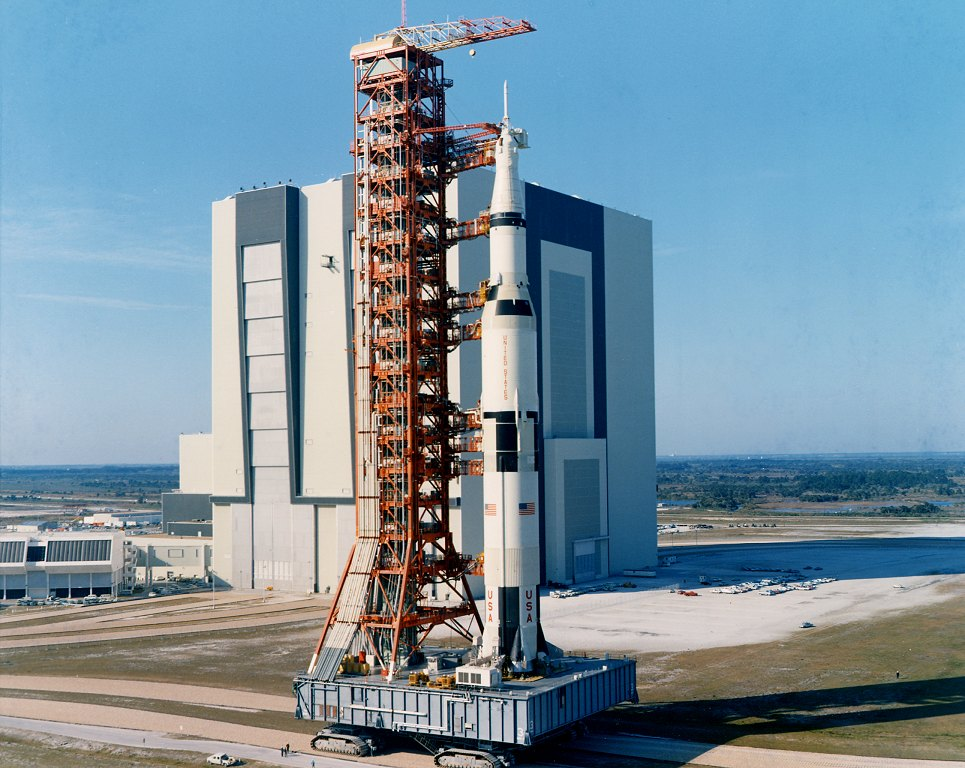
Apollo 10 på väg från byggnaden.
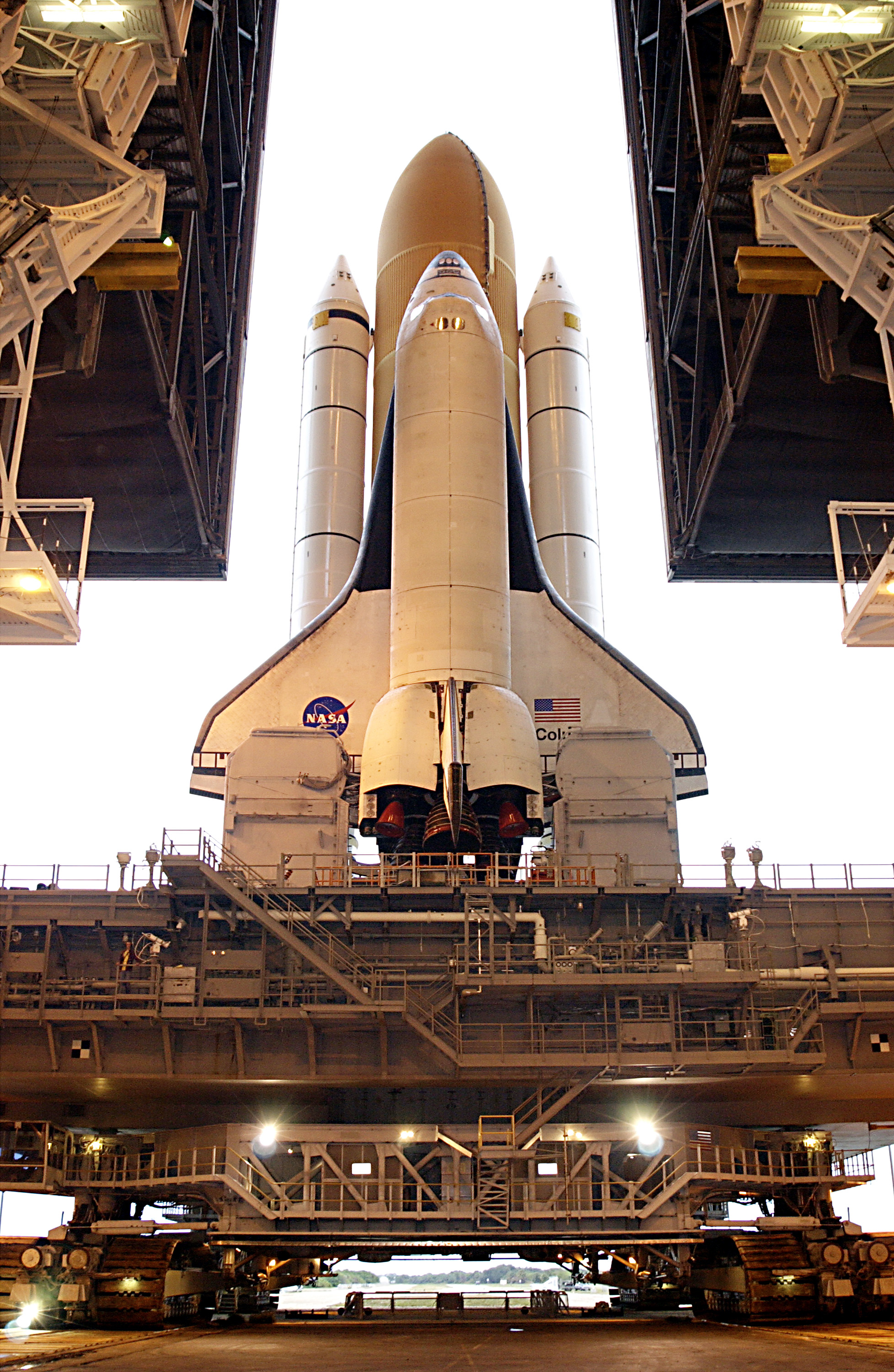
Rymdfärjan Columbia rullas ut från byggnaden.
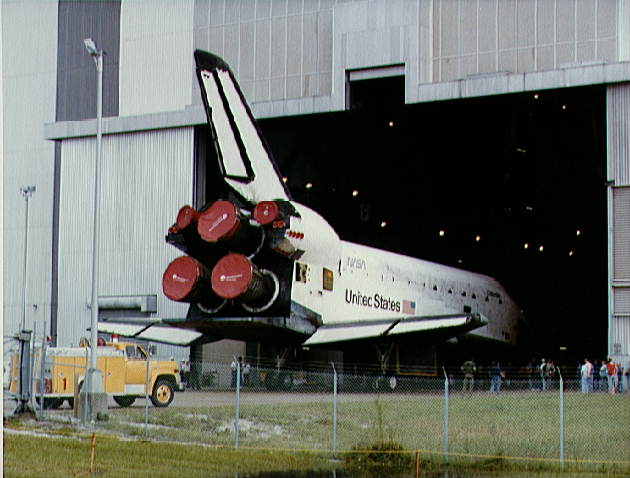
Rymdfärjan Columbia rullar in för underhåll.
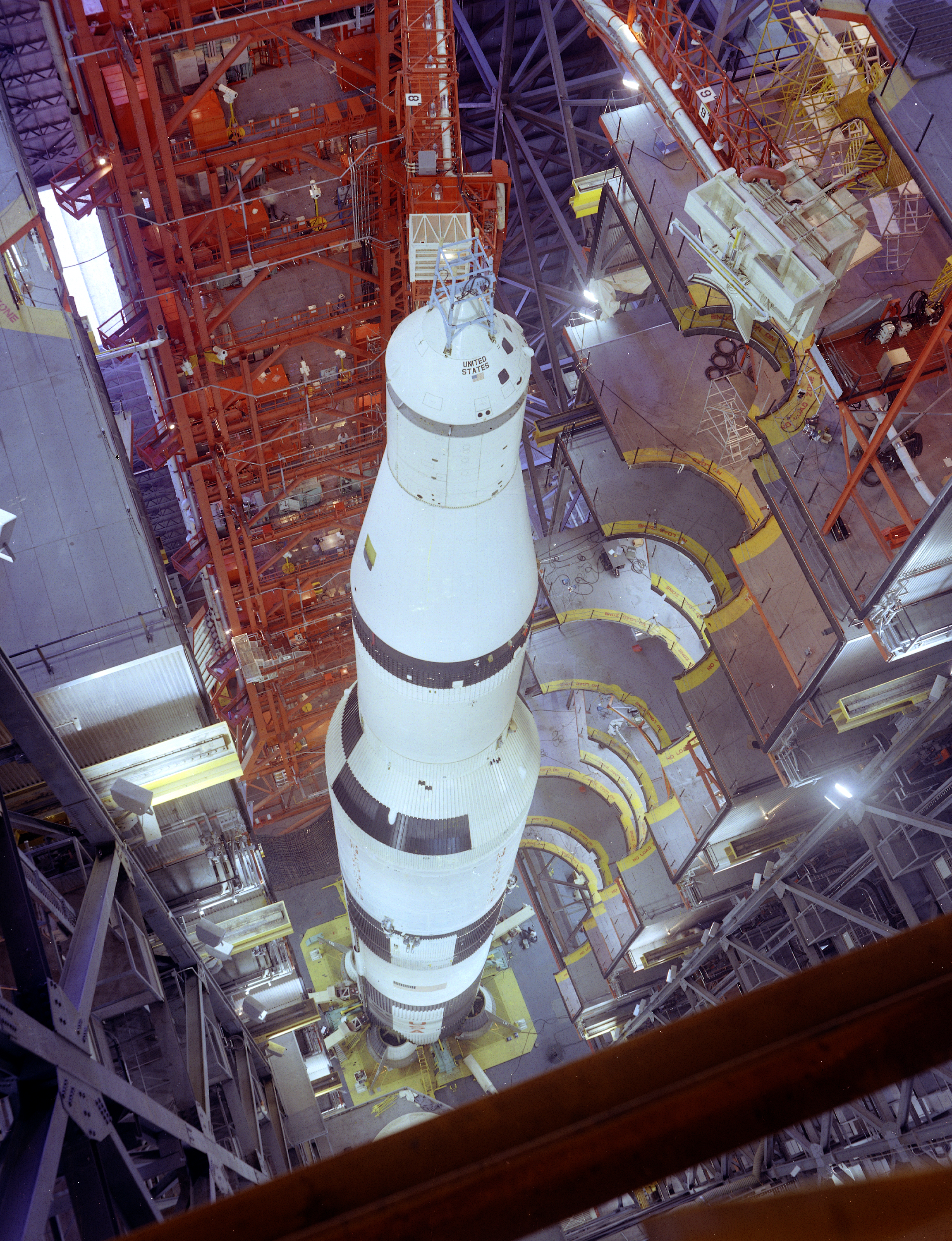
Apollo 4 byggs.
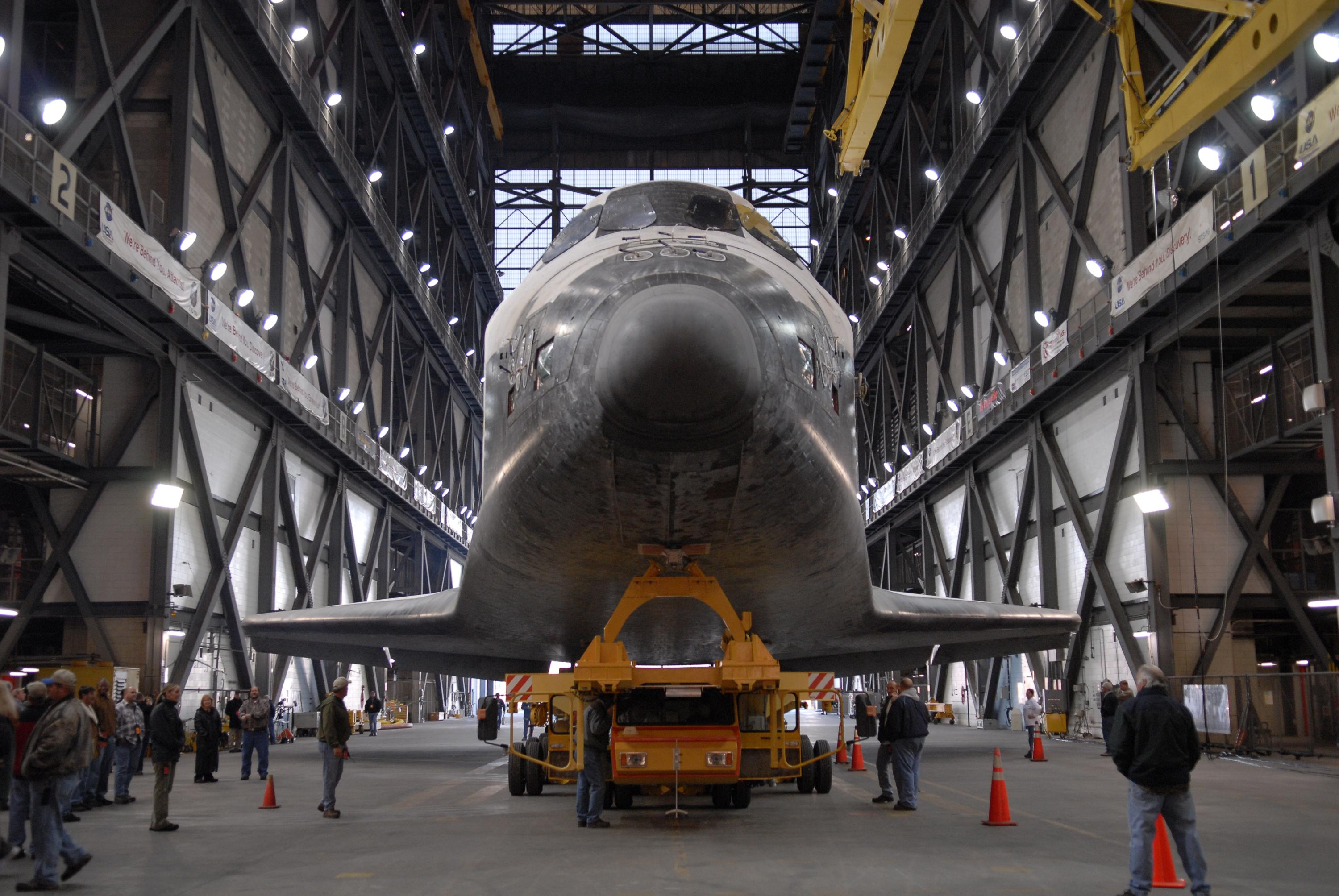
Rymdfärjan Atlantis är inne för underhåll.
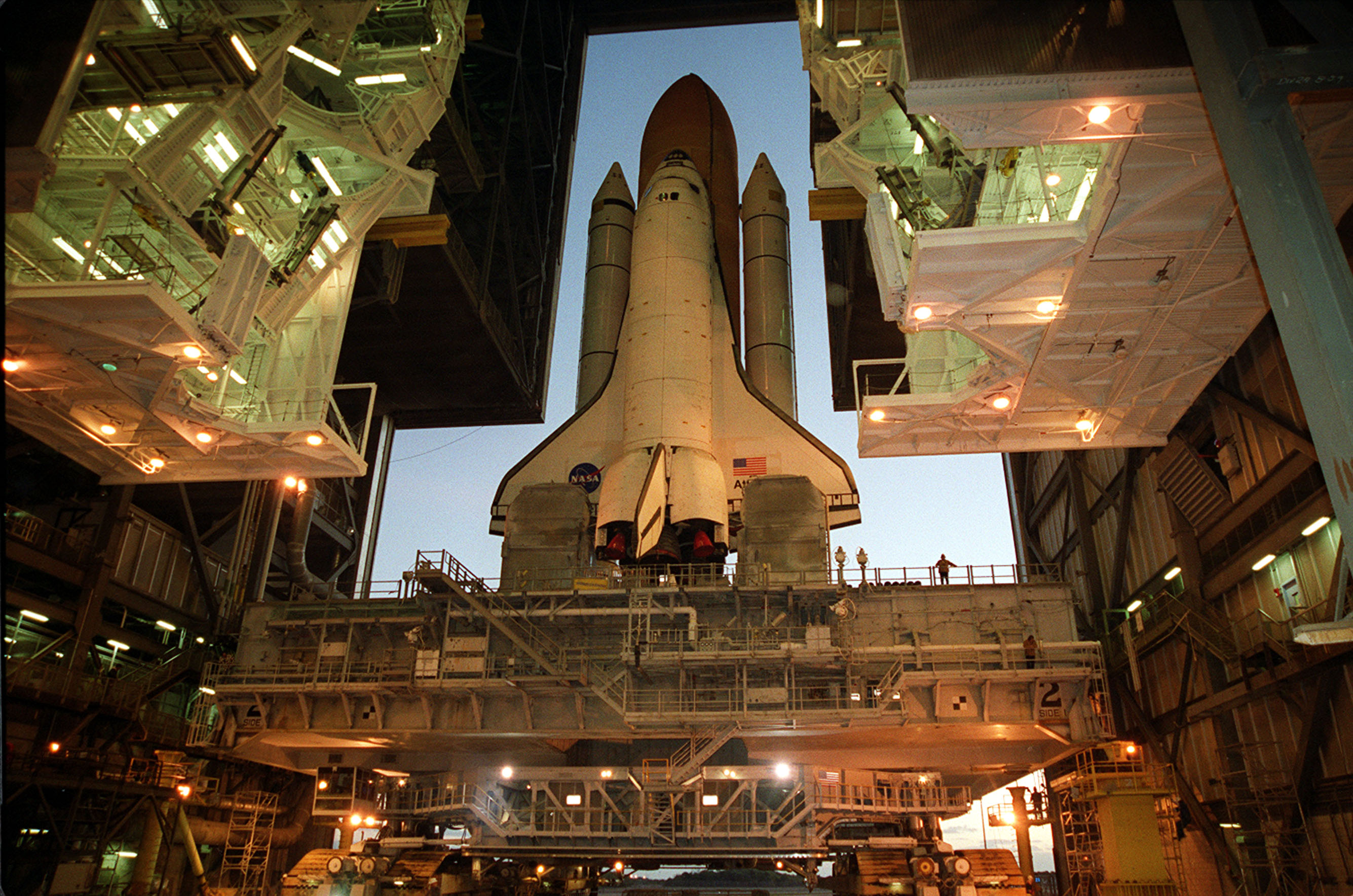
Rymdfärjan Atlantis rullas ut ur byggnaden.